# Эдсел-Форд (горы)
Эдсел-Форд (англ. Edsel Ford Ranges) — горы в северо-западной части Земли Мэри Бэрд в Западной Антарктиде, между 140° и 149° западной долготы.
Горы сложены метаморфизированными терригенными и карбонатными отложениями, а также гранодиоритами и гранитом. Бо́льшая часть скрыта под ледниковым покровом; над ледниковой поверхностью (высота 500—1000 м) возвышаются отдельные вершины, разделённые глубокими впадинами, заполненными выводными ледниками. Высшая точка — гора Аверс (1370 м), по другим данным — гора Экбло (1235 м).
Горы были открыты в 1929 году американской экспедицией Ричарда Бэрда. Названы в честь Эдсела Форда, который спонсировал экспедицию.